# NGC 5808
NGC 5808 (ook: NGC 5819) is een balkspiraalstelsel in het sterrenbeeld Kleine Beer. Het hemelobject werd op 16 maart 1785 ontdekt door de Duits-Britse astronoom William Herschel.

## Synoniemen
- UGC 9609
- ZWG 337.23
- IRAS 14540+7319
- PGC 53251